# U+유모바일
U+유모바일은 LG U+의 자회사인 미디어로그에서 운영하는 대한민국의 MVNO(알뜰폰) 통신사다. LG U+와 똑같은 통신망을 사용한다.

## 연혁
- 2014년 7월 : 유모비(Umobi)라는 이름으로 알뜰폰 서비스를 시작했다.
- 2015년 1월 : 알뜰폰 서비스를 시작한 지 약 6개월만에 10만명 가입자를 모았고, 다음해 6월 20만명 가입자를 기록했다.
- 2017년 6월 : U+알뜰모바일로 브랜드명을 바꿨다.
- 2021년 7월 : 누적 가입자 70만명을 돌파했다. 참고 기사 : “해지율도 업계 최저”…U+알뜰모바일, 누적 가입자 70만 돌파
- 2022년 11월 : U+유모바일로 브랜드명을 바꿨다. 이름을 바꾸면서 온라인 홈페이지도 리뉴얼 오픈해서 가입하기가 훨씬 쉬워졌다. 유심만 있으면 5분 만에 셀프개통 할 수 있다. 참고 기사 : 미디어로그, 뉴다이렉트몰 ‘U+유모바일닷컴’ 오픈
- 2023년 1월 : 가입자가 90만명을 넘었다.

## 특징
알뜰폰답게 모든 요금제가 무약정이고 언제든지 자기 사용량에 맞는 요금제로 변경할 수도 있다. 사람들이 많이 쓰는 유심 요금제 외에도 휴대폰 요금제와 eSIM 요금제도 있다. 특히 이심은 알뜰폰 통신사 중에 최초로 셀프 개통할 수 있는 시스템을 도입했다. 참고 기사 : U+알뜰모바일부터...eSIM 알뜰폰도 '셀프개통' 된다
알뜰폰 통신사가 멤버십이나 포인트 제도가 없는 경우가 많은데, 유모바일은 U point라는 자체 포인트 제도를 운영하고 있다. 이벤트를 통해 포인트를 적립할 수 있고, 통신비 결제에도 쓸 수 있고 모바일 상품권이나 상품 구매에도 쓸 수 있다.
유모바일에는 구독 서비스도 있다. 밀리의서재 윌라나 지니뮤직, 멜론, 벅스 같은 서비스를 이용할 수 있고 특이한 게 매달 구독 서비스 이용 금액의 10% 이상을 자체 포인트로 적립해준다. 다른 알뜰폰 통신사는 보통 요금제랑 구독 서비스가 엮여있는 구조라면 유모바일은 요금제와 구독 서비스가 별개라서 어떤 요금제를 쓰던 자유롭게 구독 서비스를 선택해서 쓸 수 있다.
휴대폰 보험도 있다.  알뜰폰을 쓰는 사람들이 보통 휴대폰 단말기는 자급제로 구매하는 편인데, 비싼 자급제 휴대폰을 사고 나서 고장나거나 잃어버릴까봐 걱정되는 사람들은 유모바일에서 휴대폰 보험을 가입하면 된다.
LG U+의 알뜰폰이다 보니 전국의 U+ 지점에서 업무를 볼 수 있다. 분실신고나 요금납부, 유심 초기화 및 개통과 같은 업무가 가능하다. 또 전용 앱이 있어서 요금제 변경이나 자동이체 바꾸는 거 같은 웬만한 것들은 앱에서도 다 할 수 있다. [2]
유심 배송 봉투나 안내문을 FSC 인증받은 친환경 종이만 쓴다. 참고 기사 : ‘플라스틱 안녕’…U+유모바일, 모든 패키지 친환경 종이로
트렌드코리아에도 친환경 포장 선도기업으로 U+유모바일이 소개된 적이 있다.

이벤트를 다양하게 하는 편인데 친구 추천으로 가입하면 혜택이 더 많다. 포인트도 많이 받을 수 있고 데이터도 매달 더 준다. 